# Kaub
Kaub è una città di 834 abitanti della Renania-Palatinato, in Germania.
Appartiene al circondario (Landkreis) del Rhein-Lahn-Kreis (targa: EMS, DIZ, GOH) ed è parte della comunità amministrativa (Verbandsgemeinde) di Loreley.

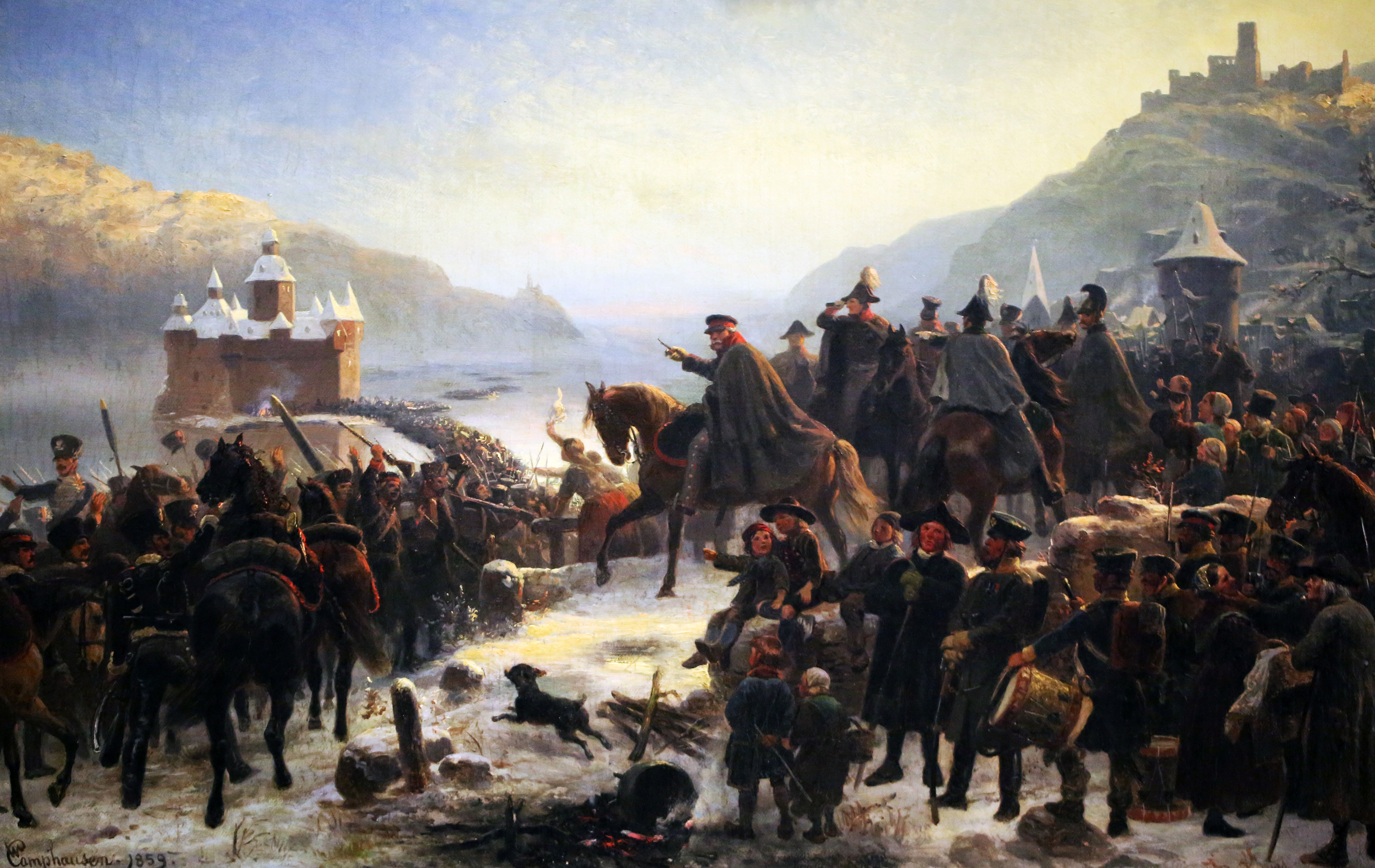
Blücher's Rhine-crossing at Kaub, di Wilhelm Camphausen